# یوزفینا هنینگ
یوزفینا هنینگ (به آلمانیJosephine Henning: ، زادهٔ ۸ سپتامبر ۱۹۸۹) یک بازیکن فوتبال اهل کشور آلمان است. وی همکنون برای تیم فوتبال پاری سن ژرمن بازی می‌کند. او یکی از بازیکنان تیم ملی فوتبال زنان آلمان است.